# 2016年加拿大人口普查
2016年加拿大人口普查是加拿大統計局於2016年5月10日進行的一次全國人口統計，结果显示加拿大总人口为35,151,728人，较2011年增加约5%（33,476,688人）。本次普查为加拿大第七次五年人口普查，回應率高達98.4%，是繼1666年新法蘭西人口普查後加拿大最成功的人口普查。加拿大下一次人口普查计划已于2021年进行，并于2022年公布结果。